# تامکتس (فیلم ۲۰۰۱)
تامکتس (به انگلیسی: Tomcats) فیلمی محصول سال ۲۰۰۱ و به کارگردانی گرگوری پواریر است. در این فیلم بازیگرانی همچون جری اوکانل، شانون الیزابت، جیک بیوزی، هوریشیو سنز، جیمی پرسلی، برنی کیسی، دیوید اوگدن استایرس، کندیس میشل و هدر استفنز ایفای نقش کرده‌اند.